# Ernest Henri Besnier

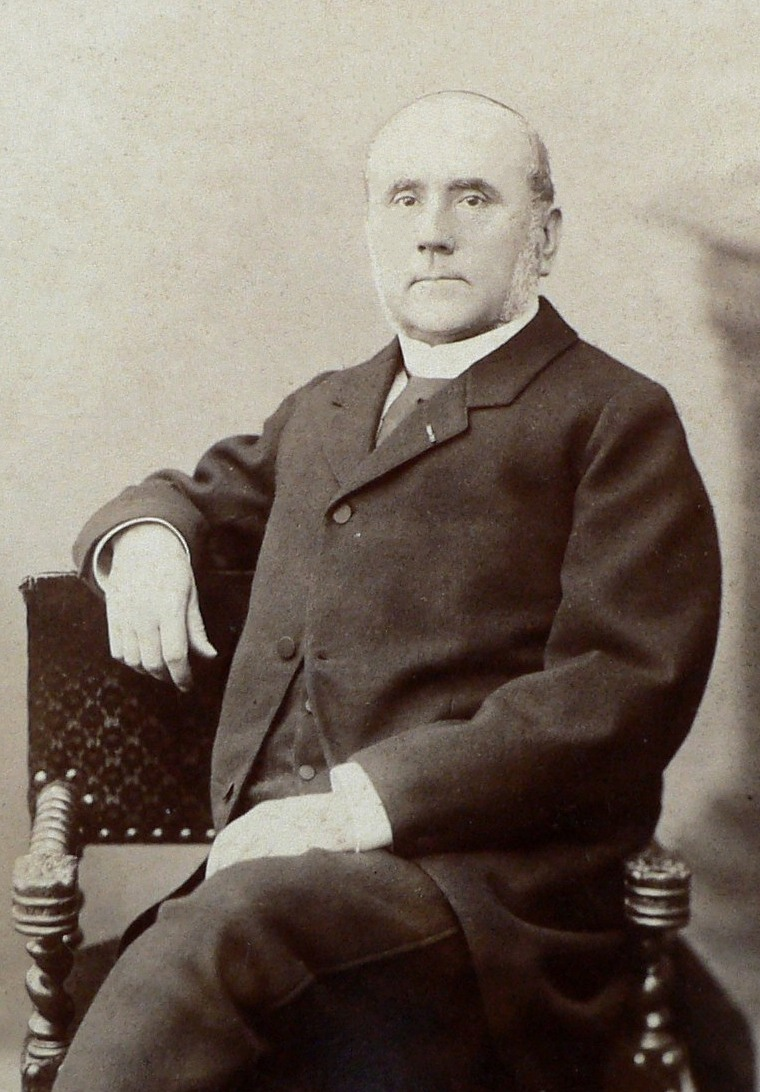
Ernest Besnier

Ernest Henri Besnier (Honfleur, 21 april 1831 - Parijs, 15 mei 1909) was een Frans dermatoloog en medisch directeur van het Hôpital St. Louis in Parijs. Hij introduceerde histopathologie en parasitologie tot de kliniek en heeft de biopsie bedacht van het nemen van weefselmonsters. 
Besnier was de eerste die de chronische huidveranderingen beschreef bij sarcoïdose: hij noemde dit beeld lupus pernio. Met Pierre Adolphe Adrien Doyon richtte hij het blad Annales de dermatologie et de syphiligraphie op. Daarnaast probeerde Besnier de benaderingswijzen van zowel de Franse als de Weense kliniek te combineren bij zijn studies. 
Ook weer samen met Doyon vertaalde hij het toenmalig vermaarde boek van Moritz Kaposi, Leçons sur les maladies de la peau, van het Duits in het Frans.
Zijn naam is verbonden aan Besniers prurigo, een bepaalde vorm van atopische dermatitis, door hem beschreven. Sarcoïdose wordt nog steeds vaak de ziekte van Besnier-Boeck-Schaumann genoemd.